# NorGer

Geplanter Leitungsverlauf NorGer (blau punktiert) und Leitungsverlauf der bestehenden NorNed (türkis), sowie NordLink (rot).

NorGer war eine in Planung befindliche Hochspannungs-Gleichstrom-Übertragung (HGÜ) durch die Nordsee zwischen Norwegen und Deutschland. Das für die Projektplanung, den Bau und den Betrieb zuständige Unternehmen NorGer KS mit Sitz in Norwegen befand sich in Besitz des norwegischen Übertragungsnetzbetreibers Statnett SF, wurde aber Ende 2023 vor Baubeginn aufgelöst. Eine andere Leitung, NordLink, ging April 2021 in den kommerziellen Regelbetrieb.

## Das Projekt
| Kabellänge:                       | ca. 600 km                                    |
| Maximale Übertragungsleistung:    | 1400 MW                                       |
| Bauzeit:                          | ca. 3 Jahre                                   |
| Geschätzte Kosten:                | 1,4 Milliarden Euro (kann um ±30 % abweichen) |
| Spannung:                         | ±450 bis ±500 kV                              |
| Gewicht des Kabels:               | 35 kg/m                                       |
| Durchmesser des Kabels:           | ca. 11 cm                                     |
| Maximale Meerestiefe der Strecke: | 410 m                                         |
| Inbetriebnahme:                   | ?                                             |
| Voraussichtliche Lebensdauer:     | ca. 40 Jahre                                  |
| Verlustleistung im Kabel:         | ca. 5 %                                       |

NorGer KS plante eine Hochspannungs-Gleichstrom-Übertragung zwischen Deutschland und Norwegen für den Austausch von elektrischer Energie durch die Nordsee zu bauen. Das Ziel war die Verbindung der norwegischen und deutschen Stromversorgungsnetze. Dafür wollte NorGer ein 570 km langes Hochspannungskabel auf dem Grund der Nordsee verlegen. Das Kabel sollte eine Leistung von 1400 MW übertragen.
Das Seekabel sollte an der niedersächsischen Nordseeküste bei Butjadingen an Land kommen. Von dort aus sollte es bis ins 50 km entfernt gelegene Moorriem bei Elsfleth verlegt werden. Dort sollte eine Stromrichterstation für die Kopplung an das deutsche Hochspannungsnetz gebaut werden. In Norwegen sollte das Kabel in der Gegend von Flekkefjord anlanden, und der Strom über eine 70 km lange Freileitung nach Tonstad in der Gemeinde Sirdal geleitet werden. Eine Stromrichterstation zur Kopplung an das norwegische Hochspannungsnetz sollte noch gebaut werden.
Das Seekabel sollte auf dem norwegischen, dänischen und deutschen Festlandsockel liegen. Ein HGÜ-Seekabel NorNed gleicher Bauart mit 700 MW Leistung wird bereits seit 2008 zwischen Norwegen und den Niederlanden betrieben.
Die Inbetriebnahme war zunächst für das Jahr 2015 geplant und wurde im Jahr 2012 auf das Jahr 2020 oder später verschoben. Mit Stand 2017 ruhte das Projekt, ohne jedoch abgesagt worden zu sein. Mit seinem Jahresbericht 2023 gab Statnett die Auflösung der Tochterunternehmen NorGer KS und NorGer AS bekannt.

### Verlegungsmethode
Das Kabel sollte von einem speziellen Kabelverlegungsschiff auf dem Meeresboden verlegt werden. Ein Hydraulikpflug hebt dabei auf dem Meeresboden einen Graben aus, in dem das Kabel vergraben und mit dem Aushub bedeckt wird. In Bereichen mit steinernem Meeresboden kann das Kabel durch Steinversenkung geschützt werden. Die exakte Kabelstrecke sollte durch eine umfassende Kartierung des Meeresbodens entlang der voraussichtlichen Kabelstrecke festgelegt werden.

### Leistung
Die maximal mögliche zu übertragende Leistung sollte 1400 MW betragen und sollte wahlweise in eine der beiden möglichen Richtungen übertragen werden. Das Gleichstromkabel sollte mit einer bipolaren Betriebsspannung von ± 450 kV bis ± 500 kV betrieben. Durch die bipolare Ausführung sollte die Nachteile einer Rückelektrode mit Erdung im Meer, die in der ungewollten Erzeugung von Chlorverbindungen und einer Metallkorrosion der Elektroden resultiert, vermieden werden. Dafür sollten mindestens zwei Hochspannungskabel verlegt werden.
Da die Stromversorgung in Deutschland und Norwegen auf Wechselstrom basiert, müssten in beiden Ländern Stromrichterstationen gebaut werden, die den Wechselstrom gleichrichten und in Gleichstrom umwandeln, der durch das Kabel übertragen wird. Jede Stromrichterstation benötigt ein Areal von ca. 250.000 m².
Am Übergang von Kabel zu Freileitung sollte eine Kabelhochführung errichtet werden.

### Stromhandel
Die Kapazität des Kabels hätte allen Händlern im Nordischen Stromaustausch-System NordPool und der Energiebörse EEX durch ein „implizites Auktionsverfahren“ zur Verfügung gestanden. Unter einer impliziten Auktion versteht man den Stromhandel zwischen zwei Strommärkten wie etwa der EEX und NordPool. Diese Markt-Kopplung soll die neue European Market Coupling Company (EMCC) mit der gemeinsamen Vergabe von Stromlieferungen und grenzüberschreitenden Übertragungsrechten gewährleisten.
Die Anlage hätte in etwa die gleiche Leistung wie ein Block eines Kernkraftwerkes transportieren können. Der rechtliche Rahmen für ein solches Projekt wird durch eine EU-Verordnung geregelt (EU-Verordnung 1228/2003 über Netzzugangsbedingungen für den
grenzüberschreitenden Stromhandel). Die zuständige Behörde ist die Bundesnetzagentur. Durch eine Ausnahmegenehmigung kann eine Anlage von Vorschriften über den Netzanschluss und Netzzugang befreit werden sowie finanzielle Vorteile bekommen. Die Ausnahmegenehmigung wurde am 25. November 2010 erteilt.

### Rahmenbedingungen
Für das Projekt wurde umfangreiche Öffentlichkeitsarbeit betrieben. Medien mit landesweiter Bedeutung berichteten darüber, unter anderem der Deutschlandfunk und die ARD. So berichtete am 20. September 2010 das ARD-Magazin Report Mainz, die Realisierung der Anlage sei durch eine fehlende Rechtsgrundlage unmöglich. Diese werde „blockiert“ durch die „Atomlobby“, die „gegen erneuerbare Energien“ kämpfe.
„Um das Seekabel ans deutsche Netz anschließen zu können“, fehle eine „simple Verordnung“,
welche nur durch Änderung der Kraftwerks-Netzanschlussverordnung (KrafNAV) ermöglicht werden könne. In einer Stellungnahme antwortete Bundeswirtschaftsminister Rainer Brüderle, dass keine rechtliche Unsicherheit besteht, weil dies in einer EU-Verordnung (EU-Verordnung 1228/2003) geregelt sei und NorGer KS bereits einen Antrag bei der zuständigen Behörde (Bundesnetzagentur) gestellt habe.
Die am 25. November erteilte Ausnahmegenehmigung der Bundesnetzagentur erkennt NorGer KS als Übertragungsnetzbetreiber an und garantiert ausdrücklich einen diskriminierungsfreien Marktzugang. NorGer KS konkretisierte gegenüber SWR und ZDF, dass für zukünftige weitere Projekte „Verlässlichkeit“ im Rahmen der KraftNAV gewünscht sei. Das Bundeswirtschaftsministerium teilte mit, dass Änderungen des Rechtsrahmens „geprüft werden“.
Anfang April 2011 verzichtete NorGer KS auf die erteilte Ausnahmegenehmigung aufgrund von Bedenken seitens der EU-Kommission. Die Behörde des EU-Energiekommissars Günther Oettinger kritisierte, dass die beiden Schwesterprojekte (NorNed und NordLink) keine Ausnahmegenehmigung bekommen hätten, und dass durch die norwegischen Behörden noch keine Zustimmung erteilt worden sei.
Im August 2011 gab Statnett das Ergebnis einer Studie zur Netzsituation im südlichen Norwegen bekannt. Bereits aktuell kommt das Stromnetz regelmäßig an die Kapazitätsgrenze. Vor Anknüpfung von weiteren internationalen Trassen ist daher eine Erweiterung notwendig. Als Konsequenz daraus legte Statnett die Projektleitung von NorGer und NordLink zusammen.
Zudem hatten im August 2011 die norwegischen Energieunternehmen Agder Energi AS und Lyse Produksjon AS und die schweizerische EGL AG (Elektrizitätsgesellschaft Laufenburg) ihre Unternehmensanteile von je 16,67 % an Statnett verkauft.

### Umwelt
Frühere Untersuchungen sagen, dass HGÜ-Seekabel keine bekannten Auswirkungen auf Meerestiere haben. Im Bereich der Konverterstation wird der Gleichstrom wieder in Wechselstrom umgewandelt, der dann per Freileitung zum nächstgelegenen Umspannwerk weitergeleitet wird. Die Stromrichterstationen an Land benötigen Raum und erzeugen Geräusche, das dem eines Umspannwerks und Umspannfelds mit ähnlicher Leistung ähnelt – allerdings ist aufgrund der bei der Wechselrichtung entstehenden Oberschwingungen die Geräuschbelastung in den Stromrichtertransformatoren stärker. Hier wurde im Inneren der Anlage mit 80–95 dB(A), außerhalb mit 45 dB(A) gerechnet. Dies ist bei der Wahl der Örtlichkeit für den Bau der Stationen von Bedeutung. Der vorgesehene Standort lag in einem landwirtschaftlich genutzten Gebiet auf moorigem Untergrund und sollte versiegelt werden.

### Kritik
Gegen die Stromrichterstation, die für die Kopplung an das deutsche Hochspannungsnetz notwendig ist, formierte sich August 2010 in der betroffenen Gemeinde Moorriem Widerstand. Schon vorher wurde kritisiert, dass NorGer KS den Anwohnern Informationen zum Raumordnungsverfahren nur kurz vor Fristablauf zur Verfügung stellte. Die Bürgerinitiative Moorriem wollte genau wie die Projektleitung von NorGer erreichen, dass die Konverterstation als Industrieobjekt an einen umweltverträglicheren Standort, nämlich in die Nähe des KKW Unterweser, verlegt werden sollte.